# Syston (Lincolnshire)
Syston – wieś w Anglii, w hrabstwie Lincolnshire. Leży 32 km na południe od Lincoln i 165 km na północ od Londynu.